# Muralhas de Dubrovnik

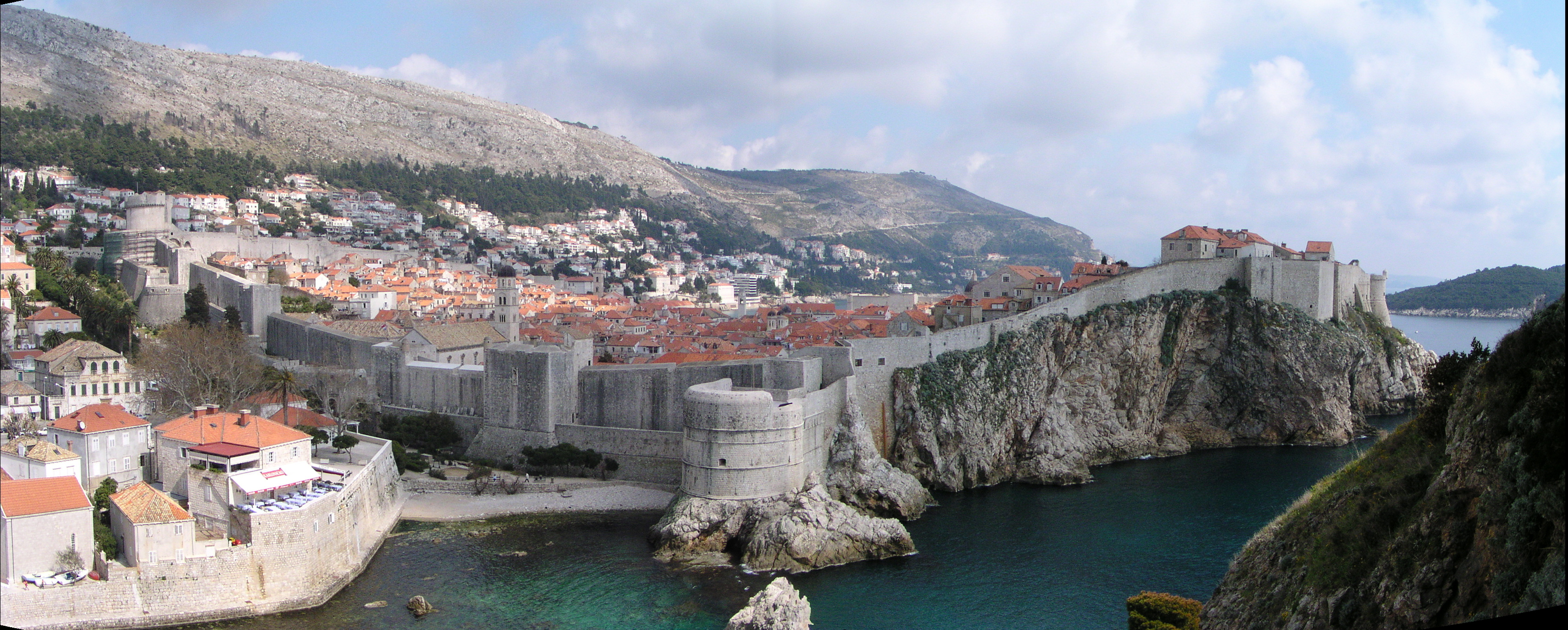
As Muralhas de Dubrovnik

As Muralhas de Dubrovnik  são uma série de paredes de pedra defensivas que rodeiam a cidade de Dubrovnik, no sul da Croácia. Com numerosos acréscimos e alterações ao longo de sua história, eles foram considerados um dos grandes sistemas de fortificação da Idade Média, pois jamais foram violados por um exército hostil durante este período. Em 1979, a antiga cidade de Dubrovnik, que inclui uma parte substancial das antigas muralhas de Dubrovnik, passou a fazer parte da lista de Patrimônios Mundiais da UNESCO.
Os mais antigos sistemas de fortificações em volta da cidade provavelmente eram paliçadas de madeira. As muralhas intactas da cidade de hoje, construídas principalmente durante os séculos XII a XVII, sua maioria uma linha dupla, há muito são uma fonte de orgulho para Dubrovnik.  As paredes percorrem um curso ininterrupto de cerca de 1,940 m (6,360 ft) de comprimento, circundando a maior parte da cidade velha, e atingem uma altura máxima de aproximadamente 25 m. A maior parte das paredes e fortificações existentes foram construídas durante os séculos XIV e XV, mas foram continuamente ampliadas e reforçadas até o século XVII.
Esta complexa estrutura, uma das maiores e mais completas da Europa, protegia a liberdade e a segurança da "civilizada" e "sofisticada" República de Ragusa que floresceu em paz e prosperidade durante aproximadamente cinco séculos. As paredes foram reforçadas por três torres circulares e 14 quadrangulares, cinco baluartes (baluartes), duas fortificações angulares e a grande Fortaleza de São João. As paredes de terra foram adicionalmente reforçadas por um bastião maior e nove semicirculares menores, como a casamata Fort Bokar, o mais antigo forte desse tipo preservado na Europa. O fosso que circundava a seção externa das muralhas da cidade, que eram armadas por mais de 120 canhões, fornecia excelentes capacidades de defesa da cidade.